# Siwarak
Siwarak is een bestuurslaag in het regentschap Purbalingga van de provincie Midden-Java, Indonesië. Siwarak telt 5782 inwoners (volkstelling 2010).